# Organigramă

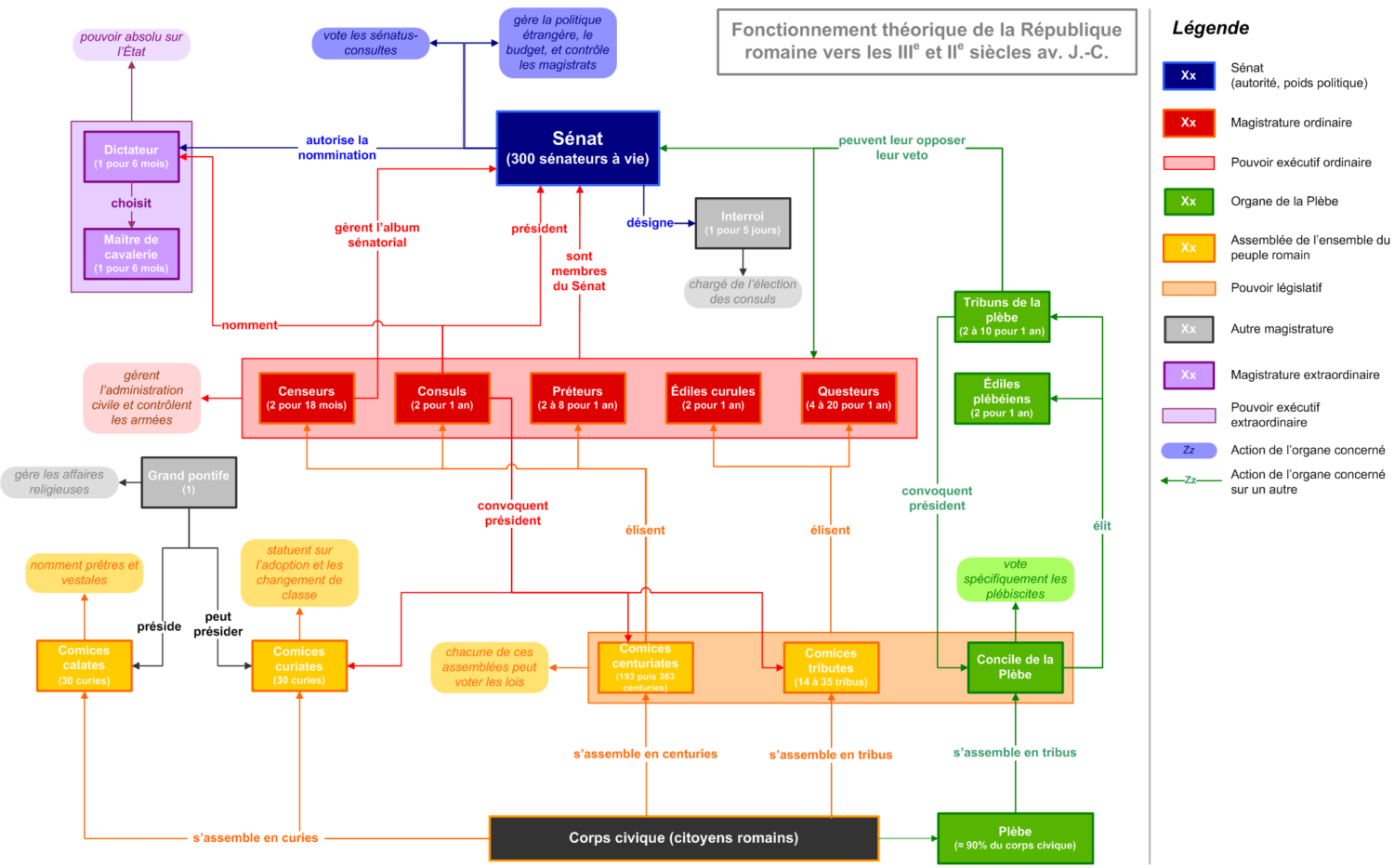
Organigrama teoretică a instituţiilor Republicii Romane

Organigrama (franceză organigramme, italiană organigramma) este o structură a unei organizații care se poate reprezenta grafic printr-o schemă în nodurile căreia sunt posturile iar liniile care unesc nodurile sunt relațiile (de ordonare sau subordonare) dintre membri. Relațiile dintre posturi apar și în fișa postului. 
În engleză, termenul „organigramă” are două traduceri organisational chart și organisational structure.
Această diagramă este valoroasă prin faptul că permite vizualizarea unei organizații complete, prin intermediul imaginii pe care o prezintă.

## Clasificare
Schema organizatorică a unei companii ilustrează, de obicei, relațiile dintre oamenii din cadrul unei organizații. Astfel de relații ar putea include administratori la sub-angajați, directori la directori executivi, director executiv la diferite departamente și așa mai departe. Atunci când o organizație crește prea mult, ea poate fi împărțită în diagrame mai mici pentru departamente separate din cadrul organizației. Diferitele tipuri de organigrame includ:
- Ierarhica
- Matrice
- Plat (cunoscut și ca orizontal)

Nu există nici o formă acceptată pentru a face diagrame organizaționale, altele decât punerea principalului funcționar, departament sau funcție în primul rând, sau în fruntea foii, și a celorlalți de mai jos, în ordinea rangului lor. Titlurile funcționarilor și, uneori, numele acestora sunt închise în cutii sau cercuri. Linile sunt în general trase dintr-o cutie sau un cerc în altul pentru a arăta relația unui funcționar sau a unui departament cu celelalte.

## Istorie

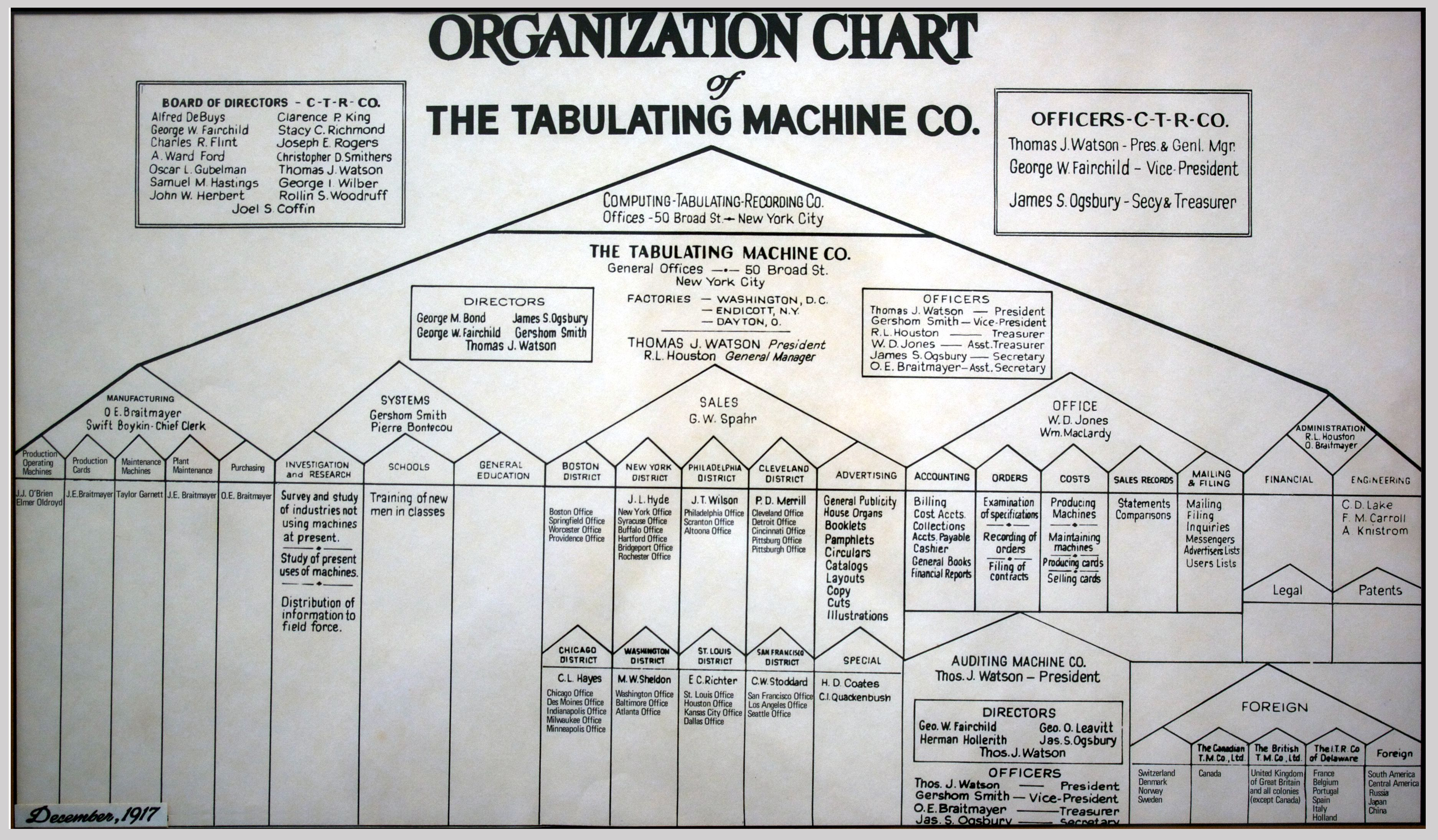
Organigrama tabelului de masina Co., 1917

Inginerul scoțian-american Daniel McCallum  (1815–1878) este creditat pentru crearea primelor hărți organizaționale ale afacerilor americane in jurul anului 1854 .
Termenul "organigrama" a intrat în vigoare la începutul secolului al XX-lea. În 1914 Brinton a declarat că "diagramele de organizare nu sunt utilizate atât de mult cât ar trebui să fie. Deoarece organigramele reprezintă un excelent exemplu de împărțire a unui total în componentele sale, o serie de exemple sunt date aici, cu speranța că prezentarea diagramelor organizației în convenabil Forma va duce la utilizarea lor mai răspândită. " În acei ani, inginerii industriali au promovat utilizarea diagramelor de organizare.
În anii 1920, un sondaj a arătat că graficele organizaționale nu erau încă obișnuite în ceea ce privește preocupările comerciale obișnuite, dar începuseră să-și găsească drumul în întreprinderi administrative și de afaceri.
Termenul "organigram" își are originea în anii 1960